# بلاسي (كونييتش)
بلاسي (بالسيريلية Блаце) هي قرية في البوسنة والهرسك. وهي تقع في بلدية كونييتش التابعة لكانتون الهرسك-نيريتفا في اتحاد البوسنة والهرسك. طبقا لنتائج تعداد البوسنة عام 2013 لم تسجل فيها أي إحصائيات.

## التركيبة السكانية

### التطور التاريخي للسكان
| 1961 | 1971 | 1981 | 1991 | 2013 |
| ---- | ---- | ---- | ---- | ---- |
| 177  | 142  | 39   | 21   | 0    |

### توزيع السكان حسب الجنسية (1991)
في عام 1991، كان عدد سكان القرية 21 نسمة وكانوا كلهم من الصرب.

## النصب التذكارية الوطنية
تركيبة القرية والبحيرة الطبيعية القريبة. واحتواء المكان المحيط بها على العديد من المعالم الثقافية والتراثية التاريخية، من عصور ما قبل التاريخ جعلها تندرج في عداد النصب التذكارية الوطنية في البوسنة والهرسك.

## وصلات خارجية
- Maplandia (بالإنجليزية)